# Yorktown (Texas)
Yorktown ist eine Stadt im DeWitt County im amerikanischen Bundesstaat Texas.

## Geografie
Yorktown liegt im Südwesten des DeWitt County. Im Bereich der Stadt liegt der Texas State Highway 72 und der Texas State Highway 119. Das gesamte Stadtgebiet hat eine Größe von etwa 4,5 km².
Es herrscht Ostseitenklima mit warmen Sommern und relative mild bis kalten Wintern.

## Geschichte
Yorktown wurde 1848 von Captain John York und Charles Eckhard, einem gebürtigen Deutschen, gegründet. York hatte sich als Soldat im Texanischen Unabhängigkeitskrieg verdient gemacht und gab der Stadt seinen Namen. Im weiteren Verlauf des 19. Jahrhunderts kamen viele Einwanderer aus Deutschland, Polen und Tschechien in die Stadt. Eine katholische Kirche wurde 1867 gebaut, im Jahr 1872 folgte eine protestantische Kirche. Besondere Wichtigkeit erhielt die Stadt durch eine Bahnstrecke, die durch sie verlief. Im Ort entstanden zudem u. a. Mühlen, Brauereien und andere Betriebe.
Seit 1958 wird mit den Western Days jährlich ein Volksfest in Yorktown ausgetragen. 2010 lebten 2.092 Menschen in der Stadt.

## Persönlichkeiten
- Harlon Block (1924–1945), US-Soldat
- Ox Eckhardt (1901–1951), Baseballspieler